# Пинту Коэлью, Жозе
Жозе ди Алмейда и Вашсонселуш Пинту Коэлью (порт. José de Almeida e Vasconcelos Pinto Coelho; 27 сентября 1960, Лиссабон) — португальский крайне правый политик, радикальный националист. Идеолог национального и католического традиционализма. Позиционируется как поклонник салазаризма. С 2005 — лидер Партии национального обновления.

## Происхождение
Родился в семье традиционной португальской аристократии. Родители происходили из старинных дворянских родов, с итальянскими, голландскими и ирландскими корнями. Отец Жозе Пинту Коэлью был известным архитектором и чиновником Нового государства, дед по отцовской линии — крупным дипломатом, дед по матери — юристом и монархическим политиком.
После Революции гвоздик 1974 семья эмигрировала в Бразилию. Среднее образование Жозе Пинту Коэлью получил в Рио-де-Жанейро.

25 апреля 1974 года мне было 13 лет, я не знал, что такое политика. Однако из чистой интуиции я возненавидел эту «зарю освобождения»… Я понял, что такое политика. Как в благородном смысле этого слова, так и — прежде всего! — в самом презренном… Постепенно формируясь, я всегда был националистом.

Жозе Пинту Коэлью

В 1978 Пинту Коэлью вернулись в Португалию. Жозе поступил на юридический факультет Католического университета, но вскоре перешёл в Институт изобразительных искусств, дизайна и маркетинга. Получил специальность дизайнера, занялся преподаванием.

## Радикальный националист

### Действия
С конца 1970-х годов Жозе Пинту Коэлью включился в политику. Примыкал к крайне правым националистическим организациям, одно время выступал с монархических позиций, по некоторым данным был членом Опус Деи. Состоял в движении MIRN генерала-салазариста Каулза ди Арриага, сотрудничал с Христианско-демократической партией Жозе Саншеша Озориу. Публиковался в журнале Futuro Presente и газете O Século, которые издавал ультраправый националист Жайме Ногейра Пинту.
В начале 2000 года Пинту Коэлью участвовал в создании Партии национального обновления (PNR). На втором съезде PNR 25 июня 2005 был избран председателем партии. Под его руководством RNP выступает под консервативными и националистическими лозунгами («Португалия для португальцев!»), «против марксизма и капитализма», за жёсткое ограничение иммиграции, в защиту португальских традиций, культуры и семейных ценностей.
RNP и лично Пинту Коэлью обвинялись в связях со скинхедской группировкой Движение национального действия. Пинту Коэлью публично признавал свою близость к скинхедам, высказывался в защиту неонацистского лидера Мариу Машаду, называл его арест по уголовным обвинениям «политическим преследованием».
Политический скандал спровоцировала в 2007 предвыборная реклама RNP — билборды с портретом Пинту Коэлью, партийным символом изображением улетающего из Португалии самолёта и надписями: «Хватит иммиграции. Национализм — вот решение. Доброго пути. Португалия для португальцев». Антимигрантскую ксенофобскую позицию Пинту Коэлью обосновывет недопустимостью приёма иностранцев, «пока хоть один португалец живёт в бедности». Аналогичный скандал разразился в 2008, после размещения политической рекламы с признаками расизма (белая овца прогоняет из Португалии шесть чёрных овец, обозначенных как «преступность», «безработица», «мультикультурализм», «низкие зарплаты», «проницаемые границы», «выплаты иждивенцам»). Демонтаж стендов Пинту Коэлью безуспешно опротестовывал в суде.
В 2007 и 2009 Жозе Пинту Коэлью баллотировался в городское собрание Лиссабона, в 2005, 2009, 2011, 2015, 2019 — в Ассамблею Республики, но ни разу не был избран. В 2010 он не смог собрать необходимого количества подписей для участия в президентских выборах. В 2017 безуспешно баллотировался в мэры Лиссабона. В его программе предлагалось резко сократить расходы на управленческий аппарат, ликвидировать многие подразделения мэрии, но при этом восстановить структуру регулирования рынка недвижимости, снизить налоги на жильё и расширить лиссабонское метро. Кандидаты RNP на муниципальных выборах в столице получили менее 0,5 % голосов; на парламентских выборах 6 октября 2019 — 0,3 %.
21 марта 2017 Жозе Пинту Коэлью лично участвовал в столкновении со студентами Нового университета Лиссабона, которых называл культурными марксистами. Причиной был срыв левыми активистами выступления Ногейры Пинту.

Жозе Пинту Коэлью снял ремень и угрожал использовать его против противников с криком «что надо этим ублюдкам?!»

### Взгляды
Свою партию Жозе Пинту Коэлью позиционирует как организацию защиты традиционных национальных и католических ценностей от либерализма и культурного марксизма; средних слоёв и рабочего класса — от государственного давления, преступности и иностранной экономической конкуренции. Осуждает «диктат Брюсселя», Европейскую конституцию, категорически возражает против вступления Турции в Евросоюз.
Выступает решительным противником «тоталитаризма толерантности», всех видов левой идеологии, коммунизма, анархизма, либерализма и культурного марксизма. Выступает за отмену конституционного запрета фашистских партий, поскольку коммунисты и анархисты действуют легально. Возражает против утверждение в конституции республиканской формы правления, видя в этом дискриминацию сторонников монархии. Призывает дать отпор «мусульманскому вторжению в Европу», обращаясь при этом к историческим образам Реконкисты. В то же время подчёркивает, что считает «врагами нации» не иммигрантов, а правительства, поощряющие иммиграцию.
Жозе Пинту Коэлью открыто признаёт себя поклонником Антониу Салазара, однако считает основателя «Нового государства» примером и образцом, но не моделью для практической политики в XXI веке.

Если бы я жил в то время, то безоговорочно и активно поддерживал бы режим. Но быть салазаристом без Салазара — это карикатурно.

Жозе Пинту Коэлью

## Семья и личность
Жозе Пинту Коэлью женат, имеет пятерых детей — четырёх сыновей и дочь. Является авторитетным деятелем Португальской ассоциации многодетных семей.
Жёстко выступает против абортов, однополых браков и т. п. Активно отстаивает семейные социально-бытовые льготы
Среди главных человеческих достоинств отмечает товарищескую верность.